# بيدير كولستاد
بيدير كولستاد هو سياسي نرويجي، ولد في 28 نوفمبر 1878 في أوستفولد في النرويج، وتوفي في 5 مارس 1932 في أوسلو في النرويج. نشط حزبياً في حزب الوسط.

## مناصب
- انتخب عضو برلمان النرويج  [لغات أخرى]‏ عن دائرة Østfold (Storting constituency) [الإنجليزية]‏ وقد انضم خلال فترته النيابية ‏ (1931 – 1933) للكتلة البرلمانية حزب الوسط.
- انتخب عضو برلمان النرويج  [لغات أخرى]‏ عن دائرة Østfold (Storting constituency) [الإنجليزية]‏ وقد انضم خلال فترته النيابية ‏ (1928 – 1930) للكتلة البرلمانية حزب الوسط.
- انتخب عضو برلمان النرويج  [لغات أخرى]‏ عن دائرة Østfold (Storting constituency) [الإنجليزية]‏ وقد انضم خلال فترته النيابية ‏ (1925 – 1927) للكتلة البرلمانية حزب الوسط.
- انتخب Minister of Finance of Norway ‏ (12 مايو 1931 – 1 فبراير 1932).
- انتخب عضو برلمان النرويج  [لغات أخرى]‏ عن دائرة Østfold (Storting constituency) [الإنجليزية]‏ وقد انضم خلال فترته النيابية ‏ (1922 – 1924) للكتلة البرلمانية حزب الوسط.
- انتخب رئيس وزراء النرويج (12 مايو 1931 – 1 فبراير 1932).